# クォース
『クォース』 （QUARTH）は、1989年にコナミ（現・コナミアミューズメント）がリリースしたアーケードゲーム。
ジャンルとしては固定画面シューティングゲームでありパズルゲーム。ゲームルールはパズルゲームで、操作方法はシューティングゲームとなっている。
アーケード版でのキャッチコピーは「前代未聞のシューティングパズル」。

## 概要
画面上部より迫るブロックに自機が発射するブロックを接触させ、等辺形状になると消去できるというゲームシステムになっている（詳細は#ゲームシステムを参照）。月世界旅行を彷彿させるルネサンス調のグラフィックと、独特のメロディーで奏でられるテクノ調のBGMも特徴。BGMの作曲者はプレイバック半沢（半沢紀夫）。
日本国外版のタイトルは『BLOCK HOLE』（ブロック・ホール）となっており、タイトル画面や自機、一部の音楽等が異なっている。欧州版『コナミGBコレクション VOL.4』には『BLOCK GAME』（ブロック・ゲーム）というタイトルで収録されている。2002年に携帯電話アプリゲームとして移植された際には『ブロッククォース』のタイトルで、2003年には『ブロッククォースDX』のタイトルで各種携帯電話キャリアにおいて移植された。
上記版を含めた各機種版の詳細な情報は#移植版を参照。

## ゲーム内容

### システム
画面（ブロック）は縦スクロールするが、自機である砲台は左右にしか動けず、固定画面のシューティングゲームと同様の形式を取っている。
レバーで砲台を操作し、ボタンでブロックを発射する。ブロックは4連射まで可能。上から一段ずつ降りてくるブロックへ発射したブロックをくっつけて、完全な四角（長方形、正方形）にして消す。ブロックが消去されている演出中はスクロールが停止し、その最中もさらに自機からブロックを発射することもできる。得点は消したブロックの大きさ(自機のショットで意図的に大きくしたものも可)に応じて上昇する。
ブロックはいくつかの種類があるが、どれもブロックを4つくっつけることで四角にすることができる。隣接はしているが結合はしていないブロックも存在し、それらは個別に消す必要がある。
ただし、結合していない複数のブロックをまとめて一つの四角の辺（内部に空白があってもよい）としてを結んでもよく（空白があった場合、空白部分にもブロックがあったとして点数計算される）、2組以上のブロックを同時に消すと消したブロック数の倍率の得点が入る。また、必要数以上のブロックを打ちこんでより大きな塊として消すことも可能。
画面最下部、砲台の正面部分には線が引いてあり、ブロックがその線に達してしまうと砲台がつぶされてしまいゲームオーバー。また銀色のブロックが75個毎に出現し、これを消すと画面上の全てのブロックが消える(得点も加算)。
エリアが0から9までに分かれており、画面の背景（ファミコン版、GB版は画面横）に現在のエリアを表す数字が表示される。表示は「Y/X」のようになっており、Xが現在のエリアを表す。Yの数字はそのエリア内のレベルで、一定距離を進むと0から9まで上がっていく。エリアが進むほどブロックの配置が難しくなり、レベルが進むほどブロックの落ちるスピードが速くなる。
「9/X」になった後一定距離をブロックに潰されずに進むと、金色のブロックが登場し、そのブロックを消せば面クリア。次のエリアが「0/X+1」から始まる。

### 2人プレイ
2人同時プレイ
『コラムス』などと同様、左右に分かれて2人で同時にプレイする。
2人協力プレイ
1つのフィールドを2人で手分けしてプレイする。フィールドは1人用よりも広い。
1P側は左端から中央右側まで、2P側は右端から中央左側まで移動可能。中央部では2人の移動範囲が重なっているが、相手の砲台を押したりすり抜けたりして移動することは出来ない。
2人対戦プレイ
左右に分かれたフィールドを使い、どちらが先にミスをするかを競い合う。
3つ以上のブロックを同時に消すと、相手側のフィールドを上側から順に隠すことができる。このときに自分のフィールドに隠れた部分があると、隠れた部分を同じだけ開けることができる。

## 移植版

### 一覧
| No. | タイトル                                              | 発売日                      | 対応機種                        | 開発元             | 発売元              | メディア                                  | 型式                      | 備考                                          | 出典          |
| --- | ----------------------------------------------------- | --------------------------- | ------------------------------- | ------------------ | ------------------- | ----------------------------------------- | ------------------------- | --------------------------------------------- | ------------- |
| 1   | クォース 사각의 비밀                                  | 1990年3月9日 1990年         | MSX2                            | コナミ開発二部     | コナミ Daou Infosys | ロムカセット                              | RC769                     |                                               |               |
| 2   | クォース                                              | 1990年3月16日 1990年12月    | ゲームボーイ                    | コナミ開発三部     | コナミ              | 512キロビットロムカセット                 | DMG-QRJ DMG-QR-USA        |                                               |               |
| 3   | クォース                                              | 1990年4月13日               | ファミリーコンピュータ          | コナミ             | コナミ              | 512キロビットロムカセット                 | KDS-H7                    |                                               |               |
| 4   | クォース                                              | 1990年7月6日                | X68000                          | コナミ             | コナミ              | フロッピーディスク                        | RA954                     |                                               |               |
| 5   | クォース                                              | 1990年9月21日               | PC-9801                         | コナミ             | コナミ              | フロッピーディスク                        | -                         |                                               |               |
| 6   | コナミGBコレクション VOL.4 Konami GB Collection Vol.2 | 1998年3月19日 2000年        | ゲームボーイ ゲームボーイカラー | KCEジャパン トーセ | コナミ              | ロムカセット                              | DMG-AJLJ-JPN DMG-AF8P-EUR |                                               |               |
| 7   | ブロッククォース                                      | 2002年3月6日                | iアプリ                         | コナミ             | コナミオンライン    | ダウンロード （コナミネットDX）           | -                         | アーケード版の移植                            | [ 5 ]         |
| 8   | ブロッククォース                                      | 2002年7月10日               | EZアプリ                        | コナミ             | コナミオンライン    | ダウンロード （コナミアプリコレクション） | -                         | アーケード版の移植                            | [ 6 ] [ 7 ]   |
| 9   | ブロッククォースDX                                    | 2003年11月4日               | ボーダフォンライブ! （Vアプリ） | コナミ             | コナミオンライン    | ダウンロード                              | -                         |                                               | [ 8 ] [ 9 ]   |
| 10  | ブロッククォースDX                                    | 2003年12月                  | iアプリ EZアプリ                | コナミ             | コナミオンライン    | ダウンロード                              | -                         |                                               | [ 8 ] [ 9 ]   |
| 11  | オレたちゲーセン族 クォース                           | 2006年1月26日               | PlayStation 2                   | コナミ             | ハムスター          | CD-ROM                                    | SLPM-62704                |                                               |               |
| 12  | ブロッククォースDX                                    | 2006年                      | ウィルコムアプリ                | コナミ             | コナミオンライン    | ダウンロード                              | -                         |                                               |               |
| 13  | クォース                                              | 2006年6月16日               | Windows                         | -                  | アイレボ            | ダウンロード (i-revo)                     | -                         | MSX版の移植                                   | [ 10 ]        |
| 14  | クォース                                              | 2006年9月8日                | Windows                         | -                  | アイレボ            | ダウンロード (i-revo)                     | -                         | ファミリーコンピュータ版の移植                |               |
| 15  | クォース                                              | 2010年2月2日                | Wii                             | -                  | KDE                 | ダウンロード （バーチャルコンソール）     | -                         | MSX版の移植。                                 | [ 11 ] [ 12 ] |
| 16  | クォース                                              | 2012年2月22日 2012年9月27日 | ニンテンドー3DS                 | -                  | KDE                 | ダウンロード （バーチャルコンソール）     | -                         | ゲームボーイ版の移植。                        | [ 13 ]        |
| 17  | クォース                                              | 2014年4月23日               | Wii U                           | -                  | KDE                 | ダウンロード （バーチャルコンソール）     | -                         | MSX版の移植。                                 | [ 14 ]        |
| 18  | クォース                                              | 2021年1月21日               | PlayStation 4 Nintendo Switch   | -                  | ハムスター          | ダウンロード （アーケードアーカイブス）   | -                         | アーケード版の移植 海外版 (BLOCK HOLE) も収録 | [ 15 ] [ 16 ] |

### MSX2版
- SCC搭載。かつてはコナミが直接運営していたサイト「i-revo」内で移植版を配信していたり、WiiとWii Uのバーチャルコンソールで配信されていたが現在は共に配信・販売終了。（具体的な時期については上記番組表を参照）
- 韓国でもDaou Infosys社が正式ライセンスを得た上で『사각의 비밀(四角の秘密)』のタイトルで発売した。

#### 2人プレイ
- 2人協力プレイ
  - ルールはアーケード版と同様であるが、フィールドが1人用と同じ。また、相手の砲台をすり抜けることができる。
- 2人対戦プレイ
  - アーケード版と同様。このモードのみ表示にSCREEN4が使用される（他はSCREEN5）。

### ゲームボーイ版

#### ゲーム内容
- 自機の種類が6種類もある（BGMに違いがある）。BGMにAC海外版で使われていた曲が追加されている。『コナミGBコレクション』版はオリジナル版の再収録だが、対戦機能が削除されている。
- ゲームボーイ版では、ランダムモードと、ステージごとに決まったブロック配置となるモードがあり、後者のモードはステージごとに規定ブロック数が設けられており、規定数をクリアできなかった場合はステージの最初からやり直しとなる。残機制が採用されておらず、1ミスでゲームオーバーとなる。また、消したブロックの数によって5つのアイテムが登場する。
  - 発射するブロックピースの速度を上げる。
  - 落下ブロックのスクロールが一定時間止まる。
  - ブロックを全て消す。
  - 落下ブロックの速度を下げる。
  - 上記4種類のうちどれか、マイナス効果の目隠し、上記4つのアイテムを一気に獲得、の内ランダムで1つの効果が現れる。

#### 2人プレイ
- 2人対戦プレイ
  - 通信ケーブルを使用。別々の画面でどちらが先にミスをするかを競い合う。アーケード版同様、攻撃手段として目隠しがある。また、通常プレイにもあったアイテムを使うことが出来る。一部のアイテムは対戦相手攻撃用に仕様が変更されている。

### ファミリーコンピュータ版

#### ゲーム内容
- 自機が新たに戦闘機状のタイプ(海外版のBLOCK HOLE自機の形状に酷似)が登場し、2種類に増えた。性能の差異はない。
- ファミコン版では、残機制である1人プレイおよび2人交代プレイでは10000点ごとに1UPする。一部のステージは2人協力プレイと同じ幅となる。色違いのブロックは消すと特殊効果を発揮するものに変わっている。
  - E - そのとき画面内にあるブロックを全て消す。
  - B - 消すとボーナス点が入る。ブロックピースをたくさんくっつけて、大きいブロックにして消せばその分点数が入る。
  - S - 落下ブロックのスクロールが一定時間止まる。その間任意で前進することも可能。
  - C - 一定時間砲台が変形し、その間の得点が2倍になる。

#### 2人プレイ
- 2人交代プレイ
  - ルールは1人用と同じ。ミスをするともう片方のプレイヤーに交代する。

- 2人協力プレイ
  - アーケード版と同様。

- 2人対戦プレイ
  - 左右に分かれたフィールドを使い、どちらが先にミスをするかを競い合う。
  - 3つ以上のブロックを同時に消すと、相手の砲台を押し上げ、同じだけ自分の砲台を下げることができる。さらに、何もないところへブロックを打ち込むと（空撃ち）一瞬だけ両者のスクロールの速度が速くなるため、これをうまく使った駆け引きが可能であった。
  - 他のモードと違い、9/9のあとの0/0にたどり着いてもエンディングにはならず、ループする。

### 携帯アプリ版
- ブロッククォース
  - 2002年にiアプリ、EZアプリ用として発売された[1]。
- ブロッククォースDX
  - 2003年にiアプリ、EZアプリ（Java、BREW両対応）、S!アプリ（リリース時はVアプリ）として発売された。

### PlayStation 2版
- 『オレたちゲーセン族』のシリーズとして発売された。ただし内容に問題があり、移植度は低い。

### その他
- 『がんばれゴエモン 東海道中 大江戸天狗り返しの巻』に、メニュー画面から常時自由に選択して遊べるミニゲームの一つとして収録されている。オリジナル要素として各ステージ毎にボス戦（BGMはグラディウスのボス戦のものと同じ）が追加されており、通常のルール同様、ボスが放ってくるブロックに弾を打ち込み四角形に形成することで相手にダメージを与えボスを倒すことでステージクリアとなる。また、自機の砲台がゴエモンインパクトになっている。

## 音楽
MSX2版
- MSX2版のBGMは、マスターアップの3日前に「もう9曲BGMを増やせ」と上からいきなり指示が出て、急遽休みのスタッフの家に電話をかけて自宅の機材で曲を作らせたという逸話がある[17]。

## スタッフ
アーケード版
- エグゼクティブ・プロデューサー、プログラマー：WADA 891006
- ポップ・ビジュアル・フィーチャリスト：IUCHI 1（井内洋）
- デモ・プログラマー：ISHIDA Z80（石田和彦）
- スペシャル・ビジュアル・エフェクト：HAPPY? SAMEJIMA（鮫島宗治）
- タイトル・グラフィック：OGENKI TAKANO（高野泰）
- サウンド・エフェクト・エディター：鹿間英章
- 音楽：半澤一雄（半沢紀夫）
- プロセッシング・トゥ・ハード：UENO（上野雅弘）、FURUKAWA
- パッケージ・デザイン：MAYA 2095

ゲームボーイ版
- プログラマー：上田英生、YOSHI (Y.NAKANISHI)
- キャラクター：木村幸一
- サウンド・デザイン：船内秀浩、半澤一雄
- スペシャル・サンクス：TEAM WADA、TEAM HIGUCHI、山田善朗
- デディケイド：DING AND DONG

MSX2版
- ゲーム・プログラム：さぎさかりつし
- デモ・プログラム：豊原浩司
- グラフィック・デザイン：江口哲朗
- サウンド・デザイン：上原和彦、まんのやすひこ、竹ノ内裕治、冨田朋也
- PDスタッフ：木下まり、さとうなおき
- スペシャル・サンクス：わだこういち、鈴木彰

X68000版
- エグゼクティブ・プロデューサー、プログラマー：KATCHAN
- サウンド・エフェクト：RUSHER SAKAMOTO（坂元信也）
- パッケージ・デザイン：さとうなおき、木下まり

## 評価
アーケード版
ゲーム誌『ゲーメスト』の企画「第4回ゲーメスト大賞」（1990年度）で、読者投票により年間ヒットゲームで23位を獲得している。
MSX版
- ゲーム本『美食倶楽部バカゲー専科外伝 謎のゲーム魔境3』（2002年、キルタイムコミュニケーション）では個人的評価を80点（満100点）とした上で、「コナミらしいシューティング的操作感と、『月世界旅行』みたいなレトロな世界観。燗熟のクオリティを誇るグラフィックとサウンドも相まって、なかなかいいゲームにまとまってます」とグラフィック、操作性、世界観、サウンド全てにおいて肯定的な評価を下している[22]。

ゲームボーイ版
- ゲーム誌『ファミコン通信』の「クロスレビュー」では、合計26点となっている[19]。

- ゲーム誌『ファミリーコンピュータMagazine』の読者投票による「ゲーム通信簿」での評価は以下の通り19.71点（満30点）となっている[3]。また、同雑誌1991年5月24日号特別付録の「ゲームボーイ オールカタログ」ではシューティングゲームとして掲載されており、「パズル的要素もかなり含まれているゲームだ」と紹介されている[3]。

| 項目 | キャラクタ | 音楽 | 操作性 | 熱中度 | お買得度 | オリジナリティ | 総合  |
| 得点 | 3.04       | 3.02 | 3.47   | 3.54   | 3.24     | 3.40           | 19.71 |

ファミリーコンピュータ版
- ゲーム誌『ファミコン通信』の「クロスレビュー」では、合計26点となっている[20]。

- ゲーム誌『ファミリーコンピュータMagazine』の読者投票による「ゲーム通信簿」での評価は以下の通り19.35点（満30点）となっている[4]。また、同雑誌1991年5月10日号特別付録の「ファミコンロムカセット オールカタログ」ではパズルアクションゲームとして掲載されており、「2人で遊ぶためのモードが3種類ある。これはかなり燃えるぞ」と対戦プレイに関して肯定的なコメントで紹介されている[4]。

| 項目 | キャラクタ | 音楽 | 操作性 | 熱中度 | お買得度 | オリジナリティ | 総合  |
| 得点 | 2.71       | 2.86 | 3.47   | 3.54   | 3.33     | 3.44           | 19.35 |